# Deutsches Medizinhistorisches Museum
Das Deutsche Medizinhistorische Museum (DMM) in Ingolstadt dokumentiert die Geschichte der Medizin von der Antike bis zur Gegenwart.

## Geschichte
Die Gründung des Museums wurde durch den Arzt und Medizinhistoriker Heinz Goerke angeregt, der das Museum auch zunächst leitete. Das Museum befindet sich seit 1973 in der Alten Anatomie in Ingolstadt. Dieser spätbarocke, schlossartige Bau wurde in den Jahren 1723 bis 1736 nach Plänen von Gabriel de Gabrieli von der medizinischen Fakultät der ehemaligen bayerischen Landesuniversität erbaut und bis 1800 als Universitätsinstitut genutzt. Nachdem die Universität nach Landshut verlegt worden war, diente das Gebäude, zu dem auch ein Medizinalgarten gehörte, u. a. als Bauernhof, ehe es seiner heutigen Verwendung zugeführt wurde. Sehenswert am Gebäude ist besonders der ehemalige Anatomiesaal mit seinem barocken Deckenfresko.
Der moderne Erweiterungsbau wurde 2016 nach Plänen des Architekten Volker Staab fertiggestellt. Er dient der barrierefreien Erschließung des Museums und beherbergt neben dem Foyer auch den Sonderausstellungsbereich, einen Seminarraum, Depot und Büros.
Das Hauptgebäude des Museums wurde nach umfangreichen Sanierungs- und Restaurierungsarbeiten im Oktober 2020 mit einer neu konzipierten Dauerausstellung wiedereröffnet.

## Direktoren des Museums
- Heinz Goerke
- Jörn Henning Wolf
- Christa Habrich (1983–2008)[4]
- Marion Maria Ruisinger (seit 2008)

## Dauerausstellung

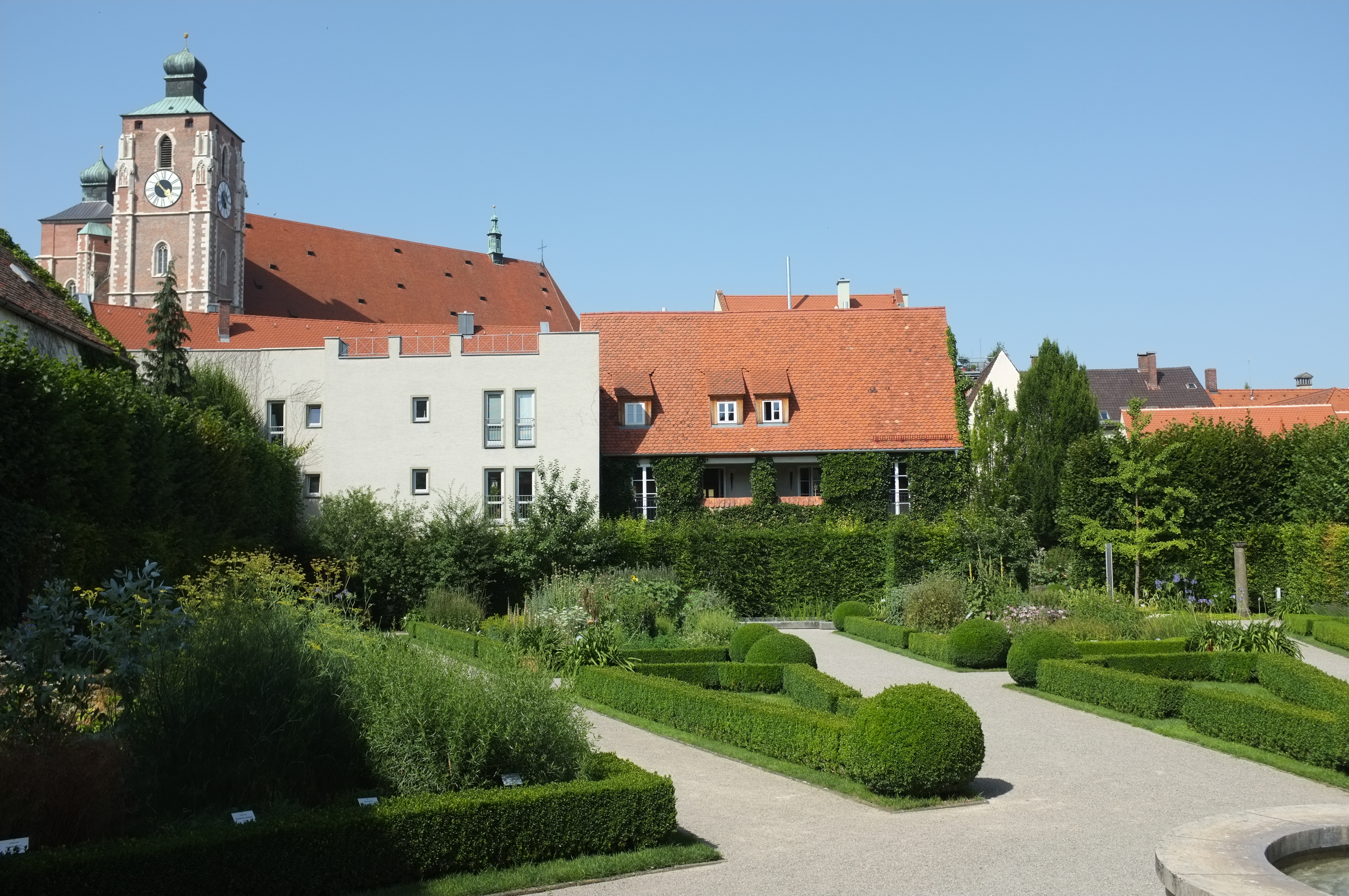
Arzneipflanzengarten des Deutschen Medizinhistorischen Museums mit Blick auf das Münster

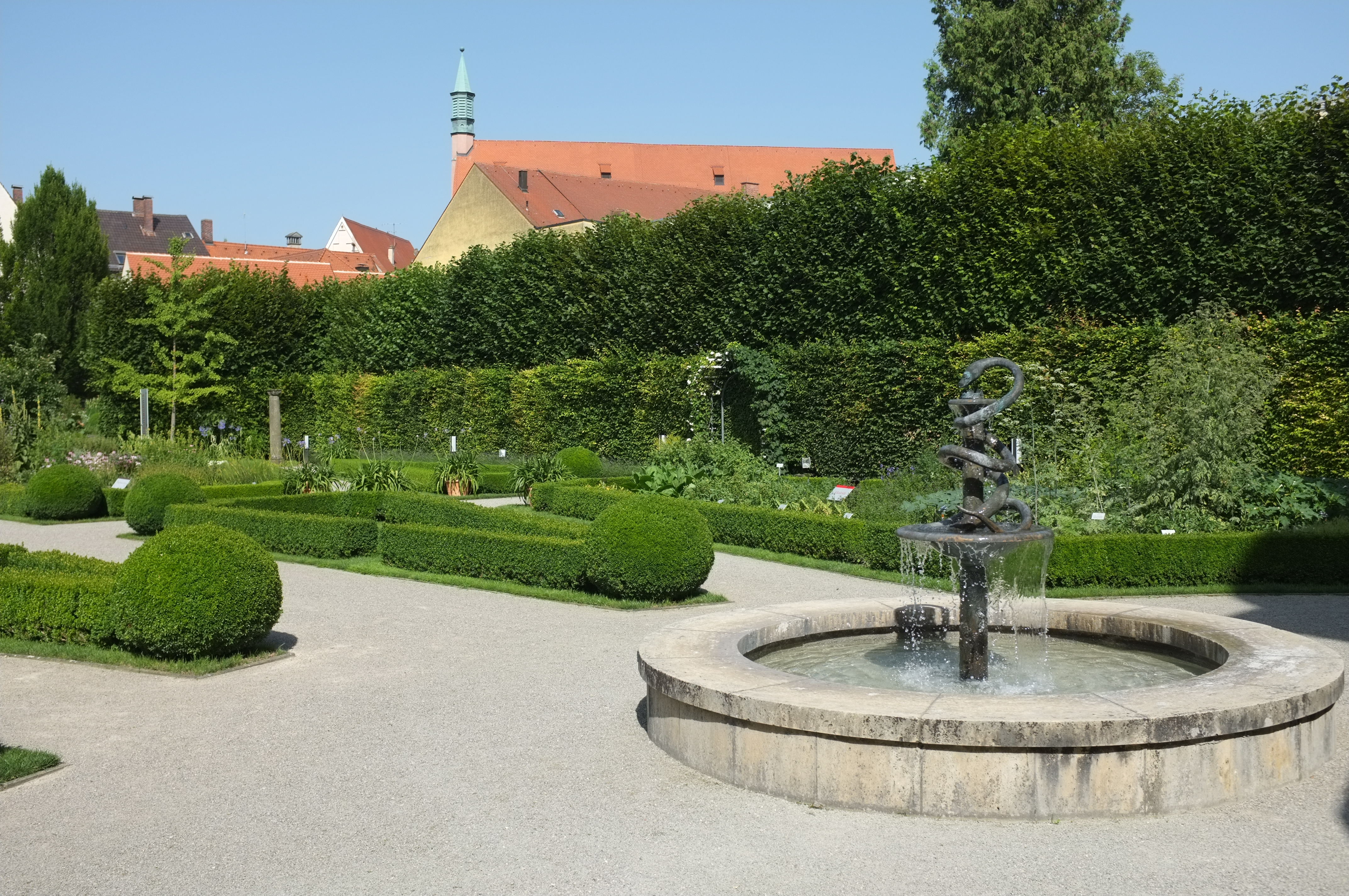
Brunnen mit Äskulapschlange und Blick auf die Hohe Schule

Die Dauerausstellung gliedert sich in zwei Abschnitte: Im Obergeschoss der Alten Anatomie wird die Erforschung und Lehre der Heilkunde im 18. Jahrhundert erläutert. Die Ausstellung nimmt dabei Bezug auf die historischen Räume der ehemaligen Universität. Exponate und Medienstationen veranschaulichen die diagnostischen und therapeutischen Verfahren, aber auch die Möglichkeiten und Grenzen der Medizin in der damaligen Zeit.
Im Erdgeschoss werden ausgewählte Exponate der Sammlung gezeigt, die – aus unterschiedlichen Perspektiven betrachtet – die Vielfalt medizinischer Objekte und Handlungen aufzeigen sollen. Ein Raum ist der Romanfigur Victor Frankenstein gewidmet, der in Mary Shelleys Erzählung in Ingolstadt studiert und seine menschenähnliche Kreatur erschaffen hat.
Für die Neugestaltung der Ausstellung wurde das Deutsche Medizinhistorische Museum Ingolstadt 2021 mit dem Bayerischen Museumspreis ausgezeichnet.
Die im September 2008 eröffnete Abteilung Medizintechnik in einem Gebäude am Ende des Arzneipflanzengartens präsentiert unter dem Motto „Heilen mit Laser und Stoßwelle“ einen Ausschnitt der umfangreichen medizintechnischen Sammlung des Museums.

## Spezialsammlungen
Die Spezialsammlungen umfassen unter anderem Grafiken (ca. 2.500 Ärzteporträts), eine Sammlung von Thilo von Haugwitz (Augenheilkunde), eine von Harald Feldmann (Hals-Nasen-Ohren-Heilkunde), Objekte zur Klinischen Chemie und zur Geburtsheilkunde. Für Fachbesucher besteht nach Anmeldung die Möglichkeit zur Nutzung der graphischen Sammlung, der Bibliothek und der Objektsammlungen.

## Botanischer Garten
Auf dem Gelände des früheren Botanischen Gartens der Universität werden in einer an barocken Vorbildern orientierten Anlage rund 200 Arzneipflanzen kultiviert, die nach Hauptinhaltsstoffen geordnet sind. Der hintere Teil der Gartenanlage ist als Blindengarten konzipiert und mit Hochbeeten ausgestattet.

## Publikationen
Das Museum publiziert Kataloge, bisher (Stand Anfang 2018) 44 Bände.
Von ca. 1975 bis 1999 publizierte das Museum das „Jahrbuch des Deutschen Medizinhistorischen Museums“.